# Taenita
La taenita és un mineral de la classe dels aliatges. El seu nom deriva del grec ταινία que significa "banda, llaç".

## Característiques

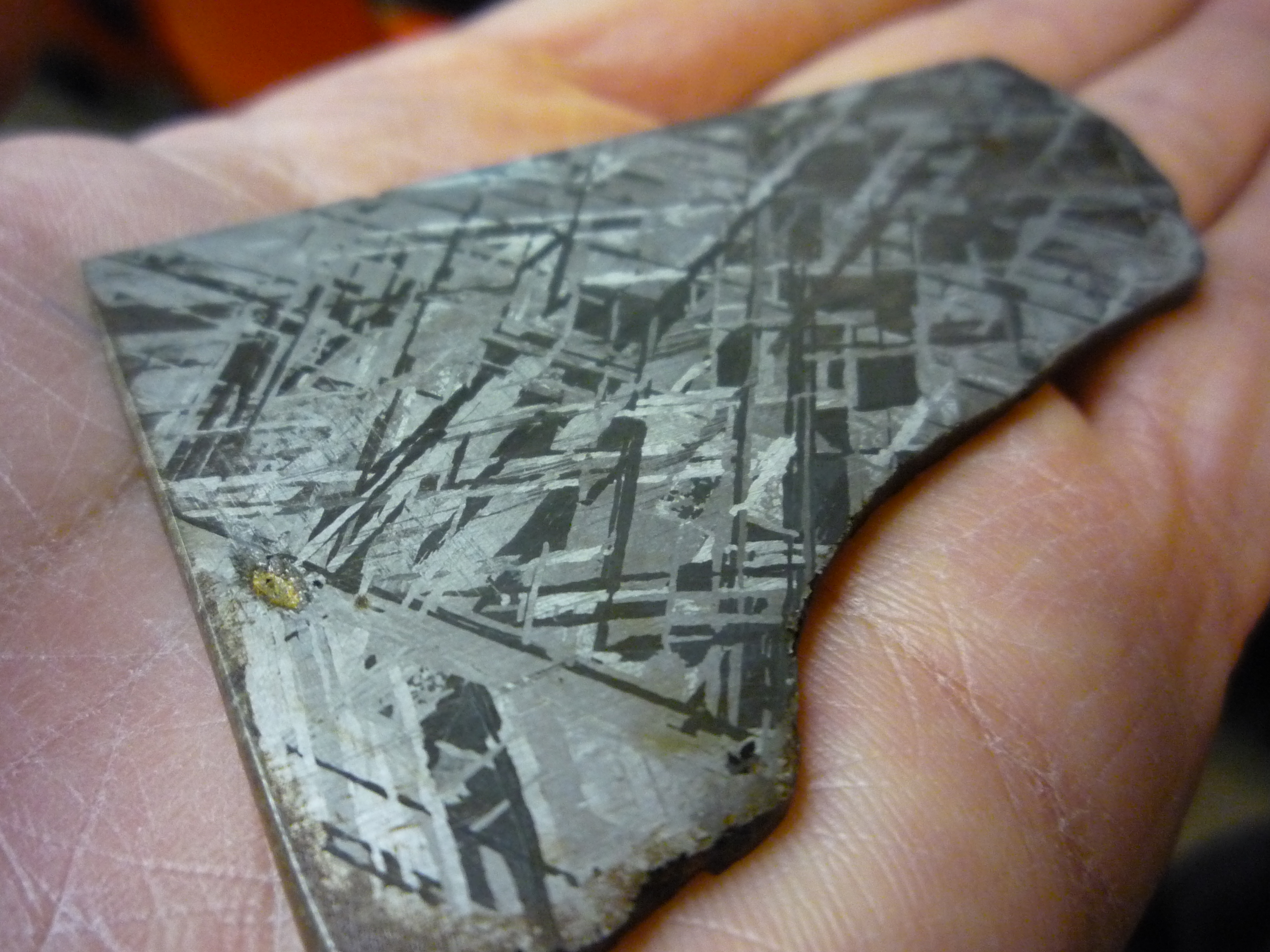
Patró de Widmanstätten mostrant la kamacita i taenita en un meteorit

La taenita, de fórmula (Fe, Ni), és un mineral que es troba de manera natural al planeta Terra principalment en meteorits de ferro. És un aliatge de ferro i níquel, amb el níquel en una proporció d'entre el 20% i el 65%. La taenita és un component principal dels meteorits de ferro. Es troba en bandes alternant amb el mineral kamacita formant un patró de Widmanstätten on l'ataxita és el constituient dominant.
Segons la classificació de Nickel-Strunz, la taenita pertany a «01.AE: Metalls i aliatges de metalls, família ferro-crom» juntament amb els següents minerals: vanadi, molibdè, crom, ferro, kamacita, tungstè, tetrataenita, antitaenita, cromferur, fercromur, wairauïta, awaruïta, jedwabita i manganès.

## Formació i jaciments
Es troba en els cossos serpentins massius, com a partícules en sorres de plaer, i en masses que donen poques pistes sobre el seu origen, que el més probable és que sigui hidrotermal, igni o metamòrfic. Sol trobar-se associada a altres minerals com: kamacita, grafit, cohenita, moissanita, schreibersita, troilita, daubreelita, oldhamita i d'altres minerals de meteorits.
Algunes localitats on d'han trobat meteorits amb taenita, són:
- Cràter de Campo del Cielo, a l'Argentina.
- Henbury Meteorites Conservation Reserve, a Austràlia.
- Canyó Diablo, a Arizona.

Als territoris de parla catalana ha estat descrita al meteorit de Nulles, una condrita ordinària recollida en aquest municipi de la comarca de l'Alt Camp l'any 1851, al meteorit de Canyelles, una altra condrita que va caure sobre Canyelles en el mes de maig de l'any 1861, i al meteorit de Quesa, un meteorit caigut l'any 1898 en aquesta localitat de la Canal de Navarrés.